# Tkanka kostna

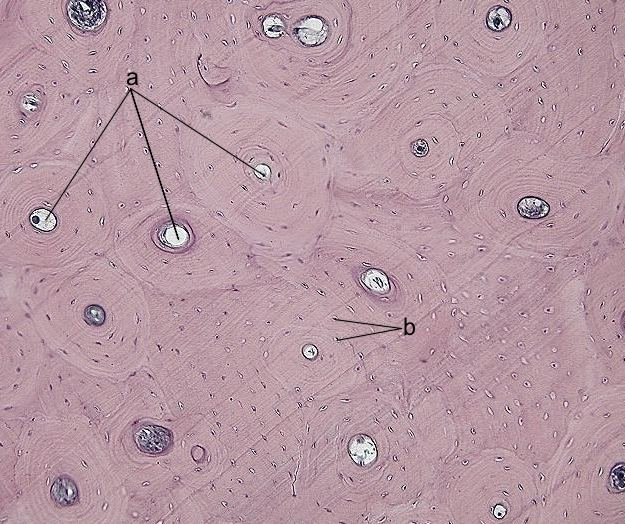
Kość zbita, obraz mikroskopowy: a – kanały Haversa, b – osteocyty

Tkanka kostna (łac. textus osseus) – rodzaj tkanki łącznej podporowej. Tkanka kostna składa się z komórek (osteocytów, osteoblastów, osteoklastów) oraz macierzy pozakomórkowej, która składa się z kolei z części organicznej – włókien kolagenu i innych białek oraz mineralnej (związki wapnia, magnezu i fosforu – głównie hydroksyapatyt).
Jest pochodzenia mezodermalnego.

## Podział
Tkankę kostną można podzielić na:
- grubowłóknistą – włókna kolagenowe nie są uporządkowane, występuje u niższych kręgowców i zarodków wyższych kręgowców oraz w szwach i na styku ścięgien z kośćmi, a także buduje kosteczki słuchowe
- drobnowłóknistą (blaszkowatą) – włókna kolagenowe są skierowane w tym samym kierunku, co czyni komórki silniejszymi, występuje u dorosłych wyższych kręgowców. Substancja zewnątrzkomórkowa tworzy blaszki kostne. U ssaków wyróżnia się:
  - Istota zbita – zbudowana z blaszek kostnych składających się na osteony.
  - Istota gąbczasta – zbudowana z blaszek kostnych układających się w beleczki kostne.

## Budowa
Chemicznie tkanka kostna zbudowana z materiałów kompozytowych, czyli ze składników organicznych tworzących osseinę, dzięki której kość jest sprężysta, oraz składników nieorganicznych, czyli soli wapnia i fosforu (dwuhydroksyapatytów), dzięki którym kość jest mocna, wytrzymała i twarda.

## Skład
- związki organiczne (osseomukoid i osteoalbuminoid): 30–50%
- związki nieorganiczne (mieszanina soli wapniowych): 30–35%
- woda: 15–40%

## Metabolizm tkanki kostnej
- modelacja kostna
- remodelacja kostna